# トラーキース

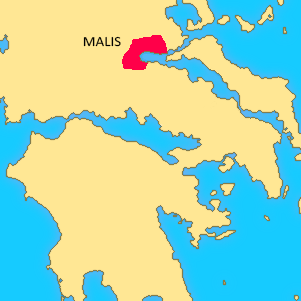
トラキスのあるメーリス地方の場所

トラーキース（希：Τραχίς、英：Trachis）は、古代ギリシアにおいてスペルクセイオス河の南に位置する地域。メーリスというギリシア部族が居住していた。ギリシア神話ではヘーラクレースが最期を迎えた地としても有名。トラーキス、トラキスとも言う。
この地域がトラーキースと呼ばれていたのは紀元前426年までで、それ以降はスパルタが植民市ヘーラクレイアを建設したので、「トラーキスのヘーラクレイア」と呼称されるようになった。ヘーラクレイアはエウボイア島とテルモピュライの西側、デルポイの北側に位置していた。

## 神話

### ヘーラクレースの最期
ギリシア神話最強の英雄ヘーラクレースは、カリュドーンの王オイネウスの親族の息子であるエウノモスを誤って殺してしまった後に、妻デーイアネイラと共にトラキスに移り住んでいた。ヘーラクレースはオイカリヤを攻め落とし、その王女イオレーを捕虜としてトラキスに連れ帰った。ヘーラクレースがイオレーに恋していることを伝令リカースによって告げられたデーイアネイラは、彼の心を繋ぎ止めるために、ネッソスにもらった媚薬を衣に塗ってヘーラクレースに差し出した。しかし、その媚薬は実はヒュドラの猛毒であり、ケーナイオン岬での戦勝感謝の供犠にてこれを着てしまったヘーラクレースはもがき苦しんだ。自らの塗った媚薬によってヘーラクレースが苦しんでいるとの報を息子ヒュロスから受けたデーイアネイラは自殺した。
ヘーラクレースはトラキスにあるオイテー山にまで自分を運び、そこで薪を積んで自らを生きたまま火葬するようにヒュロスへ命じた。父を焼くことはヒュロスにはどうしてもできなかったので、通りかかったポイアース、もしくはピロクテーテースにそれを頼み、その恩としてヘーラクレースの強弓を与えた。ヘーラクレースはヒュロスにイオレーを娶るように命じ、火炎の中で息絶えた。その瞬間、天から雷霆が火葬場に降り注ぎ、ヘーラクレースは全宇宙を支配するオリュンポスの神々の一柱となった。

### ソポクレスの悲劇
ギリシアの有名な悲劇作家ソポクレスの著したトラキスの女たちは、トラーキースを舞台にした有名な悲劇である。ヘーラクレースの最期が見事に表現されている。

## 植民市
ペロポネソス戦争中、メーリス地方のトラーキーニオイ族は、境界を接するオイター人との戦いに敗れ、庇護者を求めていた。始めはアテーナイとの同盟を組もうと思っていたが、彼らの侵略体質を危惧したので、代わりにペロポネソス同盟盟主スパルタと手を組もうと考えた。近隣のドーリス族もこれに同調し、トラーキーニオイ族・ドーリス族両方から要請を受けたスパルタは、植民団を派遣して両部族を援助することに決定した。対アテーナイのことを考えても、トラーキースにポリスを建設するのは理に適っていた。トラーキースのポリスはアテーナイ同盟下のエウボイア島攻撃の海軍基地として機能し、トラーキア方面への道も確保できるからである。彼らはデルポイで神託を仰ぎ、建設しても良いと吉兆を得たので、植民参加者を（敵対勢力を除く）全ギリシアから広く募集し、トラーキースに城壁を巡らせたヘーラクレイア市を築いた。